# Meken-Iurt
Meken-Iurt (en rus: Мекен-Юрт) és un poble de la república de Txetxènia, a Rússia, segons el cens del 2022 tenia 2.931 habitants.